# XXII Puchar Gordona Bennetta (balonowy)
XXII Puchar Gordona Bennetta – zawody balonowe o Puchar Gordona Bennetta, które rozpoczęły się w dniu 23 września 1934 roku w Warszawie. Organizację przyznano zgodnie z regulaminem Aeroklubowi Polskiemu po zwycięstwie załogi balonu Kościuszko w XXI Pucharze organizowanym przez USA. Zwycięzcami XXII Pucharu, w którym wzięło udział 16 balonów, została ponownie polska załoga Franciszek Hynek i Władysław Pomaski na balonie Kościuszko.

## Historia
Zawody balonów wolnych o puchar Gordon Bennetta były organizowane od 1906 roku. Polskie załogi wystartowały w nich po raz pierwszy dopiero w 1932 roku, zajmując drugie i czwarte miejsce (na 16 startujących). W 1933 roku Franciszek Hynek i Zbigniew Burzyński na balonie Kościuszko zwyciężyli w rozgrywanym w USA XXI Pucharze. Zgodnie z regulaminem państwo (aeroklub) zwycięzców organizował kolejną edycję zawodów. W 1934 roku po raz pierwszy organizatorem została Polska. W tej edycji zawodów również raz pierwszy w historii była utrzymywana łączność radiowa pomiędzy balonem a radiostacją odbiorczą naziemną. Balon Syrena, który wyruszył na trasę jako ostatni, zabrał radiostację krótkofalarską typu „Ava”. Część przesłanej korespondencji była transmitowana na falach Polskiego Radia.  

### Regulamin
W ramach przygotowania do zawodów Komisja Sportowa Aeroklubu Rzeczypospolitej Polskiej wprowadziła zmiany w regulaminie. Przyjęto, że każdy narodowy aeroklub może zgłosić maksymalnie trzy balony w terminie do 1 lipca (pierwszy termin) i 1 sierpnia (drugi termin) 1934 roku. Dodatkowo za każdy balon należało wpłacić wpisowe, które miało różną wysokość w zależności od terminu i podlegało zwrotowi (100 zł) jeśli balon wystartuje. Załoga mogła liczyć maksymalnie dwie osoby, a balon mieć 2200 m³ pojemności. Założono, że jeśli nie zgłoszą się przynajmniej trzy aerokluby, zawody zostaną przełożone na następny rok. Zgodnie z regulaminem i przepisami międzynarodowymi, każdy balon musiał być w nocy oświetlony przez zwisające 5 metrów poniżej kosza białe światło, które musiało być widoczne ze wszystkich kierunków, oraz posiadać flagę narodową i rodzimego aeroklubu. Po wylądowaniu załoga powinna przesłać informację do Aeroklubu Rzeczypospolitej Polskiej o czasie i miejscu lądowania. Po wylądowaniu zawodnicy musieli znaleźć świadków (w tym jedną „osobę urzędową”), którzy mogli potwierdzić im dane w zaświadczeniu lądowania. Zawierało ono: współrzędne miejsca lądowania, opis terenu, na którym wylądował kosz i powłoka, potwierdzenie, że „na miejscu lądowania znajduje się powłoka balonu, kosz i obręcz nośna”, czas lądowania (wg czasu lokalnego i warszawskiego), informację o najbliższym dużym mieście.

### Przygotowania do zawodów
Uczestnicy spotkali się 21 września na lotnisku mokotowskim. Odprawę poprowadził kierownik zawodów płk. Jan Wolszlenger. Zostały sprawdzone dokumenty, zebrano informacje o zainstalowanym w gondolach sprzęcie. Organizatorzy przekazali załogom książki pokładowe i blankiety zaświadczające o miejscu i czasie lądowania. Każdy zespół otrzymał również 10 meldunków (ciężarków zaszytych w biało-czerwone płótno), dzięki którym mógł przekazywać informacje o trasie. Dodatkowo załogi otrzymały informacje metrologiczne i wizy państw, w których mogłyby wylądować.

### Reprezentacja Polski

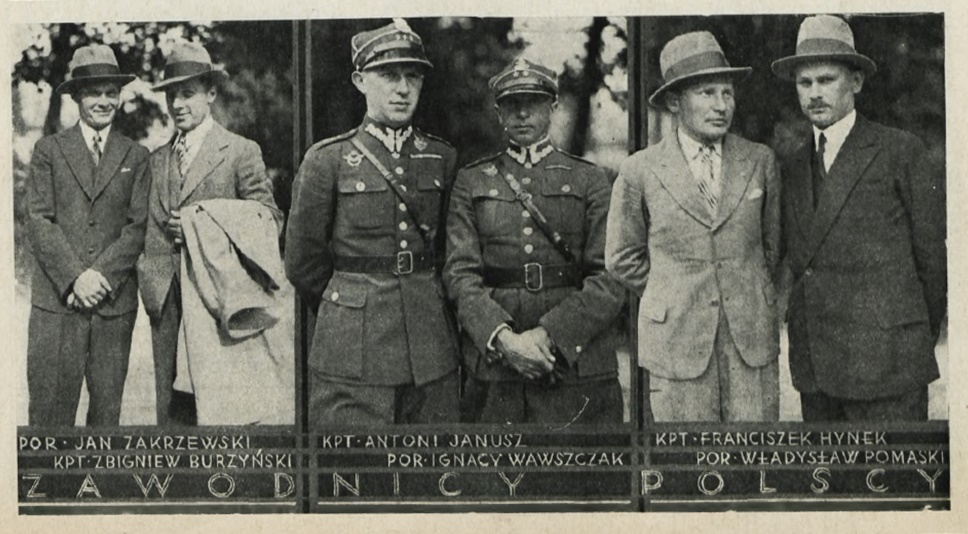
Załogi polskich balonów startujących w XXII Pucharze Gordona Bennetta w Warszawie

Polskę reprezentowały trzy załogi na balonach: Kościuszko, Polonia i Warszawa. Powstały one w Wojskowych Warsztatach Balonowych w Legionowie. Balony Polonia oraz Warszawa były nowe i zostały wykonane specjalnie na zawody. Wszystkie miały powłoki w barwach biało-czerwonych. Kościuszko miał w dolnej części równolegle czerwone pasy, a górę białą. Polonia zaś miała dół i górę czerwoną, a pośrodku biały pas. Przewidując możliwość przelotu nad Bałtykiem, polska załoga zabrała ze sobą specjalne pływaki i rakietnicę, która byłaby przydatna podczas przymusowego wodowania. Przed odlotem odbył się chrzest balonu Warszawa.

### Uczestnicy
W zawodach wzięło udział 17 balonów z ośmiu krajów. Wśród nich znalazł się Ernest Demuter, który po raz 15 wziął udział w zawodach i w 1924 roku po trzecim zwycięstwie zdobył puchar na własność. Ze startujących rok wcześniej w Chicago do Warszawy przyjechali: Erich Duke, pilot amerykańskiego balonu H. Kendall oraz załoga belgijskiego balonu Philippe Quersin i Martial Van Schelle.  Poniżej wykaz osiągnięć poszczególnych załóg podający również wylosowaną kolejność startu. Z 17 załóg nie wystartował Toruń, który miał awarię przed startem. Podczas napełniania gazem okazało się, że powłoka jest nieszczelna. Przy podmuchu wiatru „wyślizgnęła się” i balon „sam” wzbił się w powietrze. Na szczęście wylądował w Rembertowie.
| Zajęte miejsce | Nr startowy | Balon                    | Pojemność [m³] | Załoga                               | Kraj              | Czas lotu [h]   | Odległość       | Miejsce lądowania: państwo, miejsce (najbliższe duże miasto) |
| -------------- | ----------- | ------------------------ | -------------- | ------------------------------------ | ----------------- | --------------- | --------------- | ------------------------------------------------------------ |
| 1              | 9           | Kościuszko               | 2200           | Franciszek Hynek Władysław Pomaski   | Polska            | 44:48           | 1333,50         | ZSRR Anna (Woroneż)                                          |
| 2              | 1           | Warszawa                 | 2200           | Zbigniew Burzyński Jan Zakrzewski    | Polska            | 36:42           | 1304,76         | ZSRR Bykowa (Riazań)                                         |
| 3              | 4           | Belgica                  | 2200           | Ernest Demuyter Leon Coeckelbergh    | Belgia            | 36:07           | 1172,48         | ZSRR Biełoje (Bieżeck)                                       |
| 4              | 15          | Polonia                  | 2200           | Antoni Janusz Ignacy Wawszczak       | Polska            | 22:04           | 1138,54         | Finlandia Lohikoski (Savonlinna)                             |
| 5              | 7           | Zurych III               | 2200           | Walo Gerber Erich Tilgenkamp         | Szwajcaria        | 21:59           | 1051,06         | ZSRR Woronowa (Szlisselburg)                                 |
| 6              | 13          | Basel                    | 2200           | A. van Baerle J. Dietschi            | Szwajcaria        | 21:12           | 910,58          | ZSRR Azarowa (Wiaźma)                                        |
| 7              | 17          | Lorraine                 | 2200           | A. Boitard Ch. Dupont                | Francja           | 18:50           | 890,00          | ZSRR Wierduga (Ługa)                                         |
| 8              | 16          | Deutschland              | 2200           | Carl Götze E. Burgartd               | III Rzesza        | 21:41           | 875,96          | ZSRR Sławitino (Stara Russa)                                 |
| 9              | 8           | L’Aigle                  | 2200           | Charles Dollfus Pierre Jacquet       | Francja           | 16:04           | 867,70          | ZSRR Plussa (Ługa)                                           |
| 10             | 5           | Dux                      | 2200           | A. Pirazoli Caputo                   | Włochy            | 17:30           | 856,29          | ZSRR Mazowier (Jezioro Pejpus)                               |
| 11             | 12          | Buffallo Courier Express | 2200           | George Hineman Milford F. Vanik      | Stany Zjednoczone | 15:31           | 821,31          | ZSRR Spitsina (Jezioro Pejpus)                               |
| 12             | 6           | U.S. Navy                | 2200           | Charles H. Kendall Howard Orville    | Stany Zjednoczone | 20:19           | 819,02          | ZSRR Berdjajewa (Wieliż)                                     |
| 13             | 10          | Wilhelm Opel             | 2200           | W. Zinner Erich Deku                 | III Rzesza        | 15:50           | 799,40          | Estonia Kulmawere (M. Magdalena)                             |
| 14             | 2           | Stadt Essen              | 2200           | Hugo Kaulen jr. Herbert Pröbsting    | III Rzesza        | 12:46           | 759,83          | Estonia Olustwere (Suure-Jaani)                              |
| 15             | 11          | Bruxelles 1935           | 2200           | Philippe Quersin Martial Van Schelle | Belgia            | 19:05           | 713,00          | ZSRR Woilewa (Witebsk)                                       |
| 16             | 3           | Bratislava               | 1600           | F. Jezisek G. Peter                  | Czechosłowacja    | 5:22            | 296,71          | Litwa Eustachowo (Kibarty)                                   |
|                | 14          | Toruń                    |                | Raymond Deguy                        | Francja           | nie wystartował | nie wystartował | nie wystartował                                              |

## Przebieg

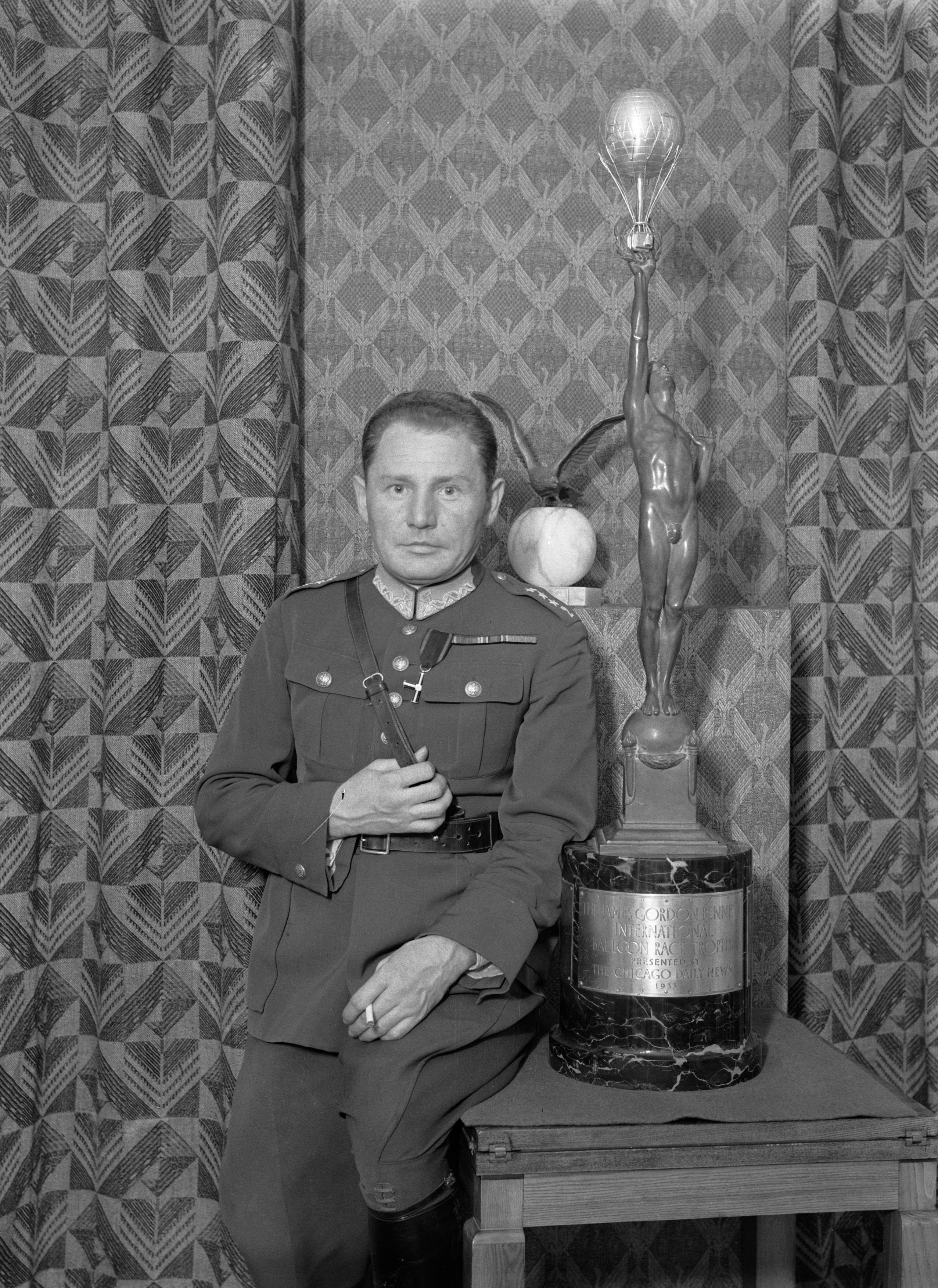
Franciszek Hynek. Zwycięzca zawodów w 1934 roku z pucharem.

O godzinie 6 rano przy pomocy żołnierzy z batalionu balonowego w Jabłonnie zaczęto napełniać balony gazem pochodzącym z warszawskiej gazowni, który miał siłę nośną 0,7 kg. Nie użyto helu, ponieważ był zbyt drogi. Po południu na lotnisko przybyli zaproszeni goście i widzowie. W rozpoczęciu wzięło udział około 30 000 osób. Przed godziną 16 zawody zostały oficjalnie otwarte przez wiceministra komunikacji inż. Piaseckiego. Po odegraniu hymnu na maszt zostały wciągnięte: flaga polska i Aeroklubu R.P. Jako pierwszy wystartował zgodnie z wylosowaną kolejnością balon Warszawa. Podczas startu balonów wypuszczono kilkaset gołębi pocztowych i małe balony z napisem na kartkach L.O.P.P. w ramach zawodów balonikowych. Przed startem pierwszego balonu z danego państwa orkiestra grała hymn narodowy.
Według prognoz meteorologicznych zbliżał się zimny front. Dlatego już w nocy załogi napotkały deszcz, śnieg i mgły. Zwycięska załoga balonu Kościuszko wzniosła się na wysokość 3000 metrów, dzięki czemu nie napotkała mas zimnego powietrza. Zdobywcy drugiego miejsca na balonie Warszawa wznieśli się jeszcze wyżej, bo na 4500 do 6000 metrów. Balon Polonia dostał się w strefę burzy, która zepchnęła go w kierunku Leningradu, a potem na teren Finlandii. Tam z powodu pęknięcia powłoki balonu załoga musiała lądować. Balon wpadł do jeziora, a załoga dopłynęła do małej wysepki. Pomocy udzieliła im miejscowa ludność. Niemiecki balon podczas lądowania wieczorem rozbił gondolę, a piloci musieli spędzić przy nim całą noc. Dopiero rano udzielono im pomocy. Większość załóg wylądowała na terenie ZSRR, dwie na terenie Estonii, a po jednej w Finlandii i na Litwie. Balon Syrena startujący poza klasyfikacją zabrał do gondoli nadajnik radiowy, dzięki któremu mógł przekazywać informacje o warunkach lotu. Zadaniem zawodników było przebycie jak największej odległości w linii prostej od miejsca startu do miejsca lądowania. Obliczaniem wyników na podstawie dostarczonych dokumentów zajmował się Wojskowy Instytut Geograficzny w Warszawie.

### Zawody balonikowe
21 września w Kurierze Warszawskim ukazała się informacja o planach przeprowadzenia konkursu. Był on skierowany głównie do dzieci, które w dniu otwarcia zawodów mogły również poza lotniskiem mokotowskim zakupić baloniki w cenie 50 groszy za sztukę. Wypuszczono 10 000 baloników, które oprócz kartek z napisem LOPP miały dołączone kartki korespondencyjne z informacją kto wypuścił balon (imię, nazwisko, adres) i prośbę o odesłanie jej (po znalezieniu przy balonie) na adres warszawskiego okręgu LOPP. W październiku okazało się, że wróciło 637 kart, w tym dwie z terenu ZSRR. Za udział w konkursie nagrodzono w sumie sześć osób, przyznając 3 nagrody finansowe i dyplomy. Najlepszy balonik przebył 1034 km w linii prostej.

### Poczta balonowa

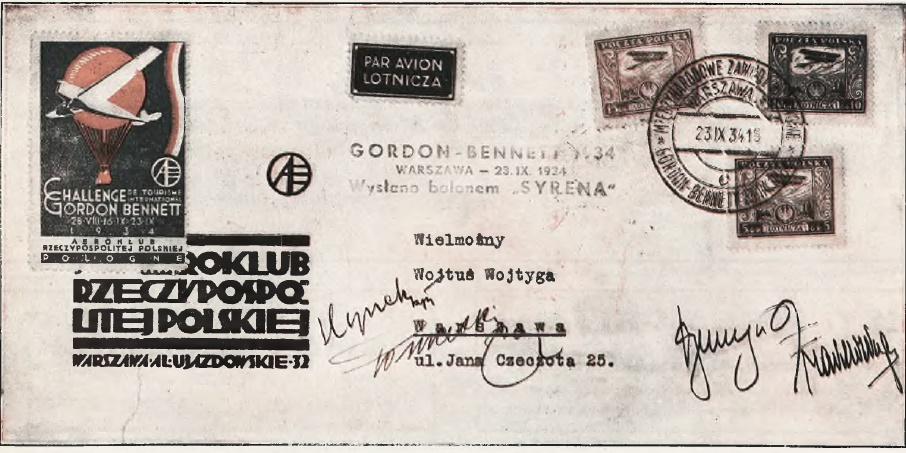
List wysłany pocztą balonową.

W dniu otwarcia zawodów z lotniska wystartował również należący do warszawskiego Aeroklubu balon Legionowo. Zabrał ze sobą pocztę wysłaną z urzędu pocztowego Warszawa 31, a następnie nadał je w Szczuczynie Białostockim. Były to listy krajowe i zagraniczne, które ostemplowano: „Międzynarodowe Zawody Balonowe Gordon Bennett 23. IX. 1934 — Warszawa 31”. Dodatkowo na listach przybito pieczęć Aeroklubu Polski. Pomimo informacji prasowych, że pocztę przewieziono dwoma balonami, a nawet (jak na zdjęciu obok) stempli z informacją o przewiezieniu jej balonem Syrena, na podstawie notatek prasowych i analizy udowodniono, że balon ten nie przewoził poczty, a tylko radiostację.

## Nagrody
W regulaminie przywidziano, że zwycięski Aeroklub otrzyma puchar przechodni, a suma nagród dla załóg wyniesie 28 000 złotych. Pierwsza nagroda dla zwycięskiej załogi wyniosła 10 000 złotych. Druga załoga otrzymywała 7000, trzecia 4000, czwarta 2500, piąta 1500, szósta 1200, siódma 1000, a ósma 800 złotych. Było to drugie zwycięstwo polskiej załogi. Puchar ufundowany w 1933 roku przez redakcję amerykańskiej gazety Chicago Daily News, po kolejnym, trzecim zwycięstwie polskiej załogi w 1935 roku zgodnie z regulaminem przeszedł na własność Aeroklubu Polskiego i jest do dziś przechowywany w jego siedzibie. Wszyscy zawodnicy zgodnie z regulaminem otrzymali specjalny pamiątkowy medal.

## Odznaczenia
Zgodnie z Zarządzeniem Prezydenta Rzeczypospolitej za zasługi na polu propagandy i rozwoju sportu balonowego polscy zawodnicy otrzymali:
- Krzyż kawalerski Orderu Odrodzenia Polski - kpt. Franciszek Hynek
- Złoty Krzyż Zasługi - por. Władysław Pomaski, kpt. Zbigniew Burzyński

Zgodnie z Zarządzeniem Prezesa Rady Ministrów za zasługi na polu propagandy i rozwoju sportu balonowego zostały nadane:
- Srebrny Krzyż Zasługi - kpt. Antoni Janusz, por. Ignacy Wawszczak, por. Jan Zakrzewski

## Upamiętnienie
- W 1981 roku Poczta Polska wydała kilka znaczków poświęconych sportowi balonowemu. Wśród nich znalazł się znaczek nieząbkowany o nominale 10,50 zaprojektowany przez Ryszarda Dudzickiego, nr katalogowy 2587. Upamiętniał on cztery polskie załogi, które przed wybuchem II wojny światowej zdobyły Puchar Gordon Bennetta[38][39].
- 6 września 2019 roku w Warszawskiej dzielnicy Włochy został odsłonięty mural upamiętniający jednego ze zwycięzców zawodów w 1933 i 1934 roku Franciszka Hynka. Pokazano na nim balon "Kościuszko" na którym dwukrotnie zwyciężał, a w gondoli sylwetki pilota i obserwatora[40][41].